# Listă de ciclostomi din România
Lista speciilor de ciclostomi din România cuprinde 4 specii dintr-un singur ordin și familie.

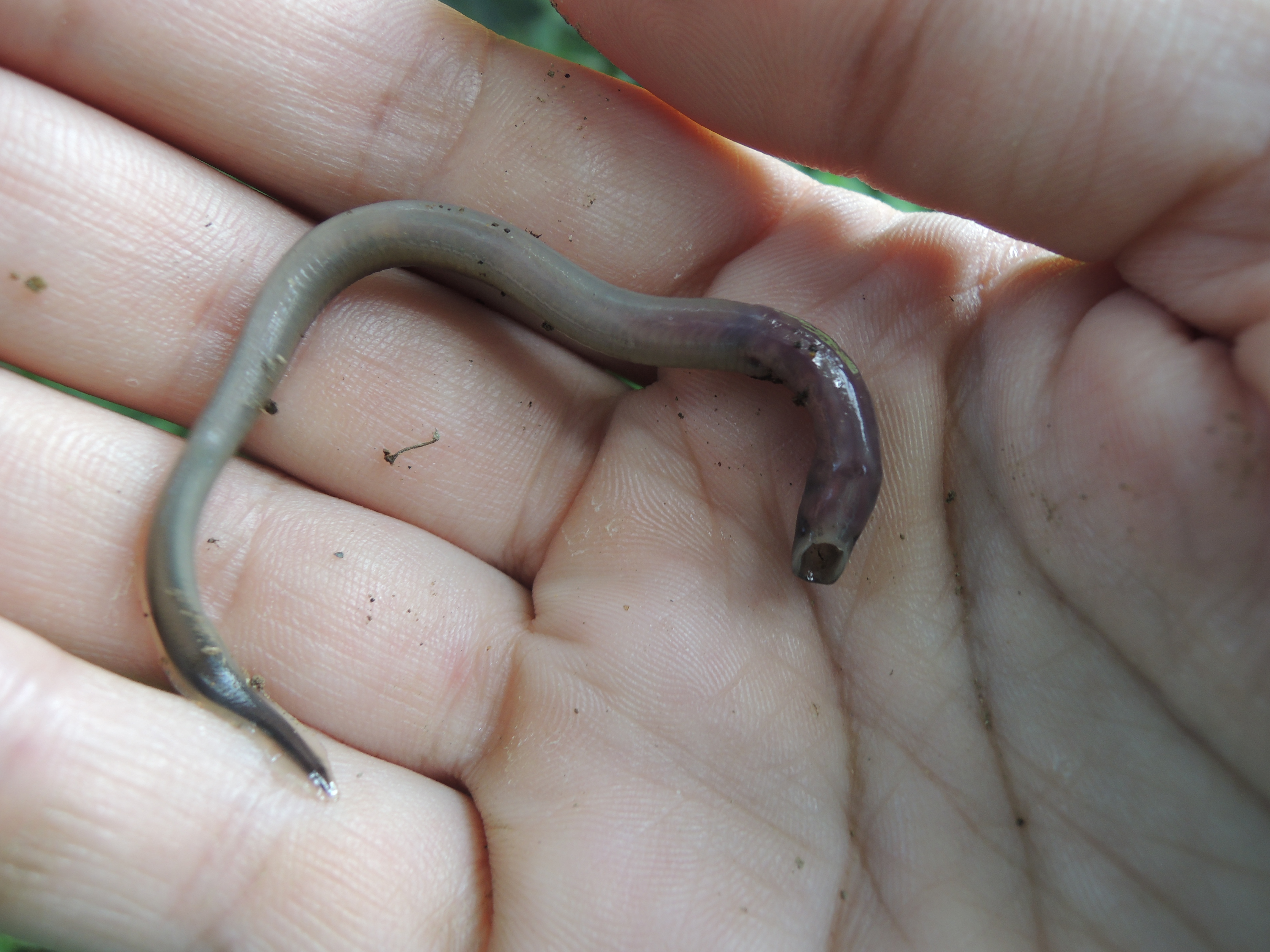
Eudontomyzon danfordi

## OrdinulPetromyzontiformes

### FamiliaPetromyzontidae
- Eudontomyzon danfordi (Regan, 1911)
- Eudontomyzon vladykowi (Oliva et Zanandrea, 1959)
- Eudontomyzon mariae (Berg, 1931)
- Lampetra planeri (Bloch, 1784)